# Brederwiede

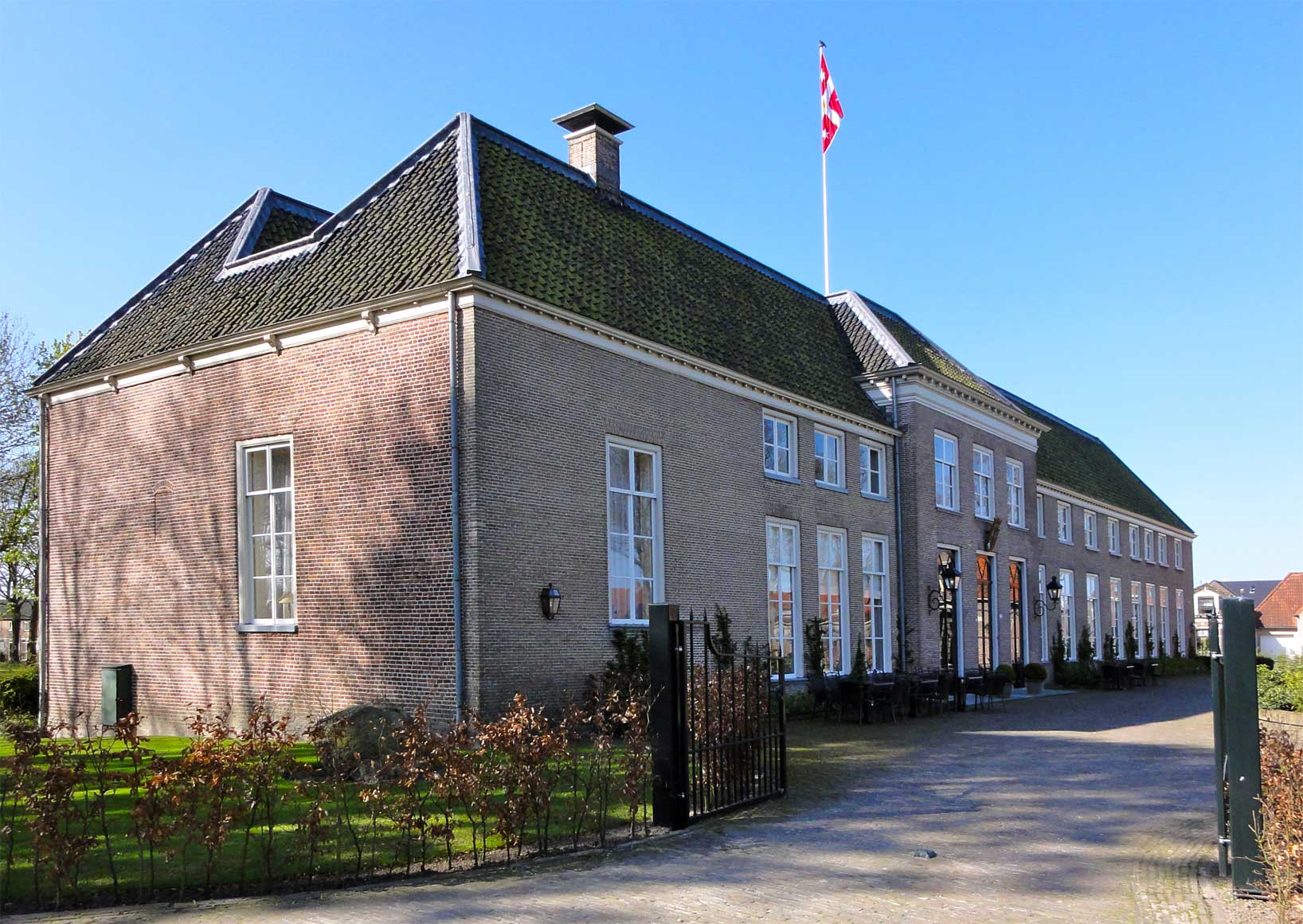
Voormalige gemeentehuis van Brederwiede: Oldruitenborgh in Vollenhove

Brederwiede was een gemeente in de Nederlandse provincie Overijssel. De hoofdplaats was Vollenhove.
Brederwiede is ontstaan in 1973 uit de gemeenten:
- Vollenhove
- Blokzijl
- Giethoorn
- Wanneperveen

Op 1 januari 2001 is de gemeente opgegaan in de gemeente Steenwijk, waarvan de naam op 1 januari 2003 gewijzigd werd in Steenwijkerland.

## Stedenband
De gemeente kende een jumelage met:
- Yanagawa[3]
- Herzebrock-Clarholz